# Tamadjert
Tamadjert (também escrito Tamdjert ou Tamadjart) é uma vila na comuna de Illizi, no distrito de Illizi, província de Illizi, Argélia. A vila está localizada na cordilheira Tassili n'Ajjer, na borda ocidental do Parque Nacional de Tassili n'Ajjer. A vila é o local de um projeto para introduzir a energia solar para a Argélia, com quarenta e oito domicílios ligados a oito sistemas de energia solar.